# Marta Aleksandrowicz-Trzcińska
Marta Małgorzata Aleksandrowicz-Trzcińska – polska fitopatolog, dr hab. nauk leśnych, profesor Instytutu Nauk Leśnych Szkoły Głównej Gospodarstwa Wiejskiego w Warszawie.

## Życiorys
W 1991 obroniła pracę doktorską Wpływ przemysłowych zanieczyszczeń powietrza na odporność drewna sosny na rozkład przez grzyby, 11 czerwca 2002 habilitowała się na podstawie pracy zatytułowanej Wpływ fungicydów na wzrost i kolonizację mikoryzową sadzonek sosny zwyczajnej (Pinus sylvestris L.) hodowanych w kontenerach. 1 października 2019 nadano jej tytuł profesora w zakresie nauk rolniczych. Została zatrudniona na stanowisku profesora nadzwyczajnego w Katedrze Ochrony Lasu i Ekologii, oraz prodziekana na Wydziale Leśnym Szkole Głównej Gospodarstwa Wiejskiego w Warszawie.
Jest profesorem Instytutu Nauk Leśnych Szkoły Głównej Gospodarstwa Wiejskiego w Warszawie, dziekanem na Wydziale Leśnym Szkole Głównej Gospodarstwa Wiejskiego w Warszawie i członkiem w Zespole IV Nauk Rolniczych Rady Doskonałości Naukowej.